# Закон Амонтона — Кулона
Зако́н Амонто́на — Куло́на — эмпирический закон, устанавливающий линейную связь между поверхностной силой трения, возникающей при относительном скольжении тел, и силой нормальной реакции, действующей на тело со стороны поверхности.

## Формула Амонтона — Кулона
Сила трения скольжения одного тела по поверхности другого тела (опоры) равна
{\displaystyle F=\mu N}
и направлена тангенциально к общей границе между двумя телами в сторону, противоположную перемещению. Здесь {\displaystyle \mu } — коэффициент трения для данных поверхностей (зависит от материала трущихся поверхностей, качества обработки их поверхностного слоя, в меньшей степени — от температуры и относительной скорости перемещения и не зависит от площади соприкасающихся поверхностей), {\displaystyle N} — сила нормальной реакции опоры (зависит от площади пятна контакта и давления). 
Согласно третьему закону Ньютона, указанная выше сила трения действует и со стороны опоры на тело, и со стороны тела на опору. 

## Факторы, влияющие на трение
В настоящее время установлено, что коэффициент трения в разной степени зависит от трех факторов:
1. материала трущихся тел и характера смазки, плёнки, имеющейся на поверхности;
2. конструкции фрикционного сочленения: размера поверхности, геометрического очертания, в основном от отношения площадей трения контактирующих деталей — коэффициента взаимного перекрытия;
3. режима работы: температуры, скорости, нагрузки, в основном температурного поля, возникающего в тонком поверхностном слое.

## История. Варианты формулы
Впервые понятие о коэффициенте трения ввел Леонардо да Винчи (1508), позже Амонтон (1699). Часто приведённую выше формулу называют законом (формулой) Кулона (или Амонтона — Кулона).  Шарль Кулон в 1785 году подтвердил закон и предложил обобщённую формулу (см. приведённую литературу):
{\displaystyle F=A+\mu N},
где {\displaystyle A} — характеристика сцепления (за счёт молекулярного сцепления), не зависящая от нагрузки. Это была первая формула, в которой учитывалось два вида тангенциального сопротивления — зависящее и не зависящее от внешней нагрузки.